# Термінал ЗПГ Енноре
Термінал ЗПГ Енноре — інфраструктурний об'єкт для прийому та регазифікації зрідженого природного газу, споруджений на півдні Індії у штаті Тамілнад.
На початку 21 століття на тлі зростання енергоспоживання в Індії виник дефіцит природного газу, для покриття якого почали споруджувати термінали по прийому ЗПГ. Об’єкт у Енноре став шостим за часом спорудження (після терміналів ЗПГ Дахедж, Хазіра, Дабхол, Кочі та Мундра) і першим на східному узбережжі країни. Проект реалізували Indian Oil Corporation (95% участі, в  подальшому планує продати до 45%) та Tamil Nadu Industrial Development Corporation (5%). Термінал розпочав свою діяльність влітку 2019 року (перший тестовий вантаж, який доставили з Катару на ЗПГ-танкері Golar Snow, він прийняв ще в березні).
Проектна потужність терміналу складає 5 млн.т на рік. Для зберігання ЗПГ споруджено два резервуари об'ємом по 180000 м3. Енергетичні потреби забезпечує власна ТЕЦ потужністю 27 МВт.
Причал терміналу розмістили в порту Камараджар (раніше був відомий як Енноре), із внутрішньої сторони існуючого хвилеламу. 
Оскільки об’єкт розташований в одному з районів міста Ченнай (раніше було відоме як Мадрас), першими споживачами регазифікованого ресурсу стали місцеві промислові підприємства – Chennai Petroleum Corporation (нафтопереробний завод), Madras Fertilizers (азотна хімія) та Manali Petrochemicals (виробництво продукції на основі пропілену). Їх забезпечення потребувало прокладання газопроводу довжиною 23 км. 
Водночас, видача продукції за межі найближчої зони (зокрема, до штату Карнатака та на південь Тамілнаду) затримувалась через неготовність інфраструктури. Так, перша ділянка газопроводу Енноре – Мадурай – Тутукуді стала до ладу лише в 2021-му. Очікується, що щонайменше до 2023 року термінал працюватиме із неповним завантаженням (на 2021 рік планували прийняти лише 1,3 – 1,4 млн тон ЗПГ).